# Generalni sekretariat Vlade Republike Slovenije
Generalni sekretariat Vlade Republike Slovenije je vladni organ, ki skrbi za izvedbo sej vlade, njenih delovnih teles, strokovnih svetov in drugih vladnih organov. Zadolžena je tudi za sodelovanje z drugimi državnimi institucijami, predvsem z Državnim zborom Republike Slovenije in predsednikom republike. Generalni sekretariat vodi generalni sekretar. Sedež sekretariata je na Gregorčičevi ulici 20 v Ljubljani.